# Барроу (футбольный клуб)
«Ба́рроу» (полное название — Клуб ассоциации футбола «Барроу»; англ. Barrow Association Football Club, английское произношение: [ˈbærəʊ ə'səusɪ'eɪʃn 'futbɔ:l klʌb]) — английский футбольный клуб из города Барроу-ин-Фернесс в графстве Камбрия, Северо-Западная Англия. Основан в 1901 году. Домашние матчи проводит на стадионе «Холкер Стрит», вмещающем более 5 тысяч зрителей.
В настоящее время выступает в Лиге 2, четвёртом по значимости дивизионе в системе футбольных лиг Англии.
В конце 1960-х годов клуб провёл три сезона в Третьем дивизионе футбольной лиги, на тот момент — третьем по силе дивизионе Англии, где лучшим достижением для него стало 8-е место в сезоне 1967/68.
С 1922 по 1958 год клуб выступал в Третьем северном дивизионе, с 1968 по 1970 год — в Третьем дивизионе (1968: 8-е место, 1969: 19-е место, 1970: 23-е место). С 1959 по 1967 и с 1971 по 1972 год выступал в Четвёртом дивизионе Футбольной лиги.

## Достижения
- Четвёртый дивизион Футбольной лиги (в настоящее время уровень Лиги 2)
  - 3-е место: 1966/67
- Национальная лига
  - Победитель: 2019/20
- Трофей Футбольной ассоциации:
  - Победитель (2): 1989/90, 2009/10
- Северная конференция
  - Победитель: 2014/15
  - Победитель плей-офф: 2007/08
- Большой кубок Ланкашира:
  - Победитель: 1954/55
- Северная Премьер-лига:
  - Победитель (3): 1983/84, 1988/89, 1997/98
  - 2-е место: 2002/03
- Комбинация Ланкашира Первый дивизион:
  - Победитель: 1920/21
  - 2-е место: 1913/14,
- Комбинация Ланкашира Второй дивизион:
  - 2-е место: 1904/05, 1910/11
- Кубок вызова Северной Премьер лиги:
  - Финалист: 1987/88
- Кубок президента Северной Премьер лиги:

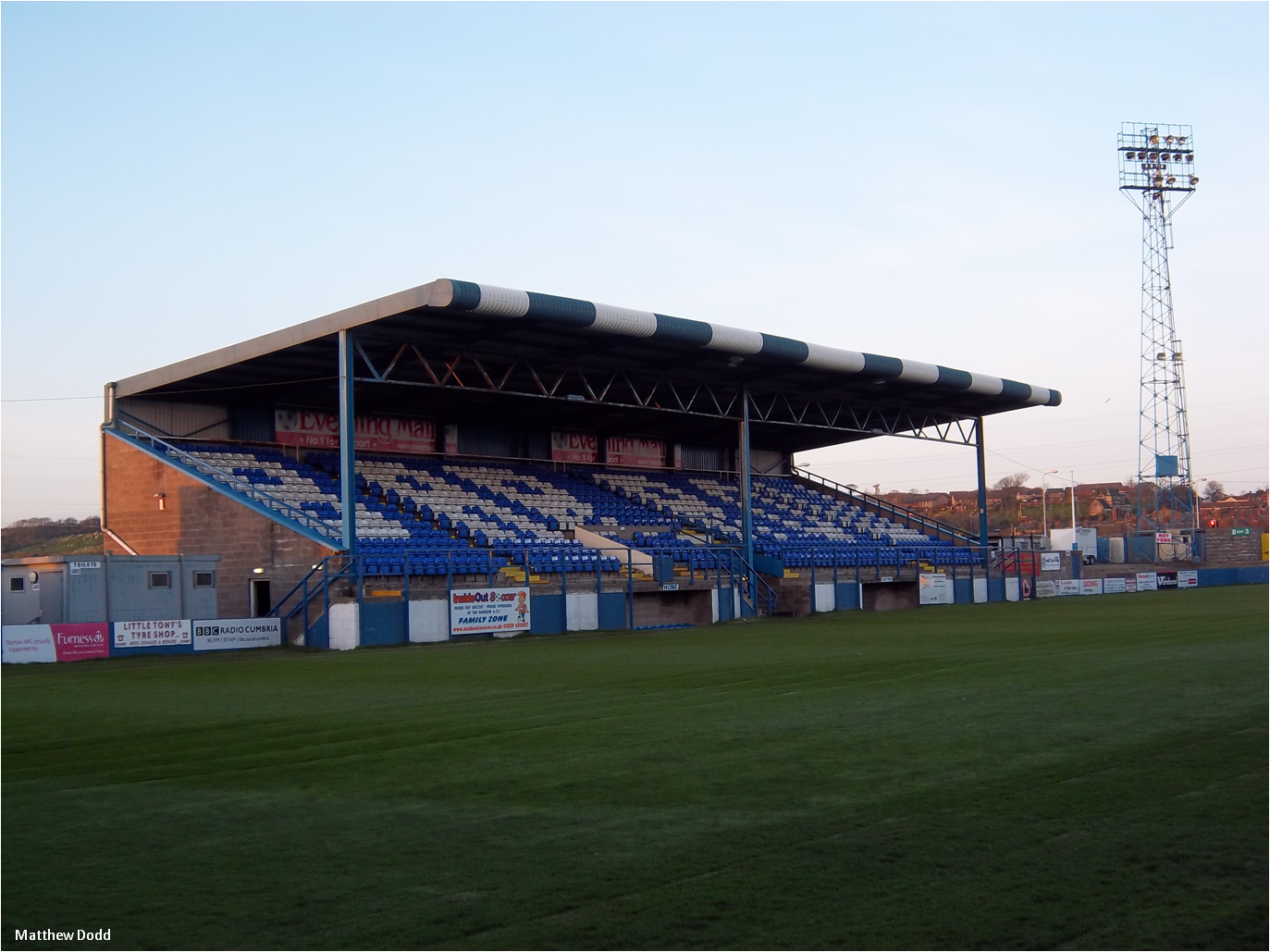
Домашний стадион клуба «Холкер Стрит»

  - Победитель (2): 2001/02, 2003/04
- Малый кубок Ланкашира
  - Победитель: 1980/81

## Рекорды
- Лучшая позиция в лиге (Футбольная лига) – 8 в Третий дивизион Футбольной лиги 1967/68
- Лучшая позиция в лиге  (Вне Футбольной лиги) – 8 в Альянс Премьер лиги 1981/82
- Лучшая позиция в Кубке Англии – Третий раунд (12 раз, из них 4 раза как клуб вне Футбольной лиги, последний раз в сезоне 2016/17)
- Лучшая позиция в Кубке Лиги – Третий раунд, дважды (1962/63, 1967/68)

## Форма

### Домашняя
| 2019/20 | 2020/21 | 2021/22 | 2022/23 |

### Гостевая
| 2019/20 | 2020/21 | 2021/22 | 2022/23 |